# Ateliers d'anthropologie
Ateliers d'anthropologie, auparavant intitulée Ateliers du LESC, est une revue publiée par le Laboratoire d'ethnologie et de sociologie comparative (UMR 7186, CNRS-Université Paris Ouest Nanterre La Défense).
Créée en 1987 par Manga Bekombo, Georges Augustins et Jacques Galinier pour diffuser des travaux d'étudiants, cette revue s'est progressivement spécialisée dans la publication de volumes thématiques et/ou régionaux rassemblant les contributions de doctorants, de post-doctorants et de chercheurs, de même que des actes de colloques et de séminaires issus de programmes de recherche en cours. 
Ateliers d'anthropologie est une revue en libre accès disponible sur le portail OpenEdition Journals.